# Madicken och Junibackens Pims
Madicken och Junibackens Pims är den andra boken i bokserien Madicken av Astrid Lindgren, och utkom första gången 1976. Boken filmatiserades 1979 som långfilmen Du är inte klok, Madicken, som sedermera blev en TV-serie, utom scenen med mamma Kajsas födelsedag som togs med i första avsnittet av TV-serien Madicken, som annars är helt baserad på boken Madicken från 1960.
Boken är en uppföljare till Madicken.

## Referat
På valborgsmässoafton vill Madicken gå till valborgsmässofirandet i sina nya sandaler, hennes mor säger nej men Madicken går i dem i alla fall och förlorar den ena. Skolkamraten Mia stjäl överlärarens portmonnä och bjuder sedan alla barnen - utom Madicken - på chokladpraliner och bokmärken, som hon påstår sig ha köpt för pengar hon fått från sin pappa i Stockholm. När överläraren ertappat Mia ger han henne Mia spö med rottingkäppen vilket leder till att Madicken och hennes föräldrar bestämmer sig för att ta Mia i försvar.
Madicken får löss i håret och hennes föräldrar bjuder hem Mia och Mattis till Junibacken för avlusning med sabadillättika.
På Madickens mors födelsedag åker de på utflykt till en äng där de jagas upp i träd av en flock tjurkalvar. Det hålls flyguppvisning och den flygintresserade Abbe får följa med upp. Hembiträdet Alva blir inbjuden på borgmästarinnans höstbal, där hon dansar med den stilige sotaren.
Vid jultid får familjen en tredje flicka som får namnet Kajsa.